# Stefan Semmler
Stefan Semmler (født 5. maj 1952 i Zschopau) er en tysk tidligere roer og dobbelt olympisk guldvinder.

## Karriere

### Rokarriere
Semmlers internationale karriere begyndte i den østtyske otter, hvor han i 1973 var med til at blive national mester og europamester. Fra 1974 og frem koncentrerede han sig om fireren uden styrmand, og han han var med til at blive verdensmester i denne disciplin allerede første år, en bedrift han gentog året efter.
Ved OL 1976 i Montreal var østtyskerne derfor storfavoritter, og de stillede med samme besætning, som havde vundet VM de to foregående år: Andreas Decker, Siegfried Brietzke, Wolfgang Mager og Semmler. De indledte med at vinde deres heat i ny olympisk rekordtid, hvilket de gentog i semifinalen. I finalen var de igen dominerende og vandt guldet sikkert, mens Norge fik sølv og Sovjetunionen bronze.
Østtyskerne fortsatte med at dominere klassen og vandt VM-guld i 1977 og 1979, men måtte se Sovjetunionen vinde i 1978, mens østtyskerne fik sølv dette år. Den østtyske besætning forblev i disse år den samme, som havde vundet OL-guld i 1976.
Til OL 1980 i Moskva var østtyskerne derfor igen store favoritter, også selv om Mager denne gang var erstattet af Jürgen Thiele. Med sikker sejr i indledende heat kvalificerede de sig direkte til finalen (der var denne gang ikke semifinaler), og her var østtyskerne igen sikre og vandt med mere end tre sekunders forspring til Sovjetunionen på andenpladsen, mens Storbritannien vandt bronze.
Han var derudover med til at blive østtysk mester i firer med styrmand i 1974 og i firer uden styrmand i 1974, 1975, 1977, 1978 og 1979.

### Videre karriere
Semmler er uddannet ingeniør inden for telekommunikation, men studerede senere idræt ved DHfK i Leipzig og blev træner i vandsport.

## OL-medaljer
- 1976:  Guld i firer uden styrmand
- 1980:  Guld i firer uden styrmand

## VM-medaljer
- VM i roning 1974:  Guld i firer uden styrmand
- VM i roning 1975:  Guld i firer uden styrmand
- VM i roning 1977:  Guld i firer uden styrmand
- VM i roning 1978:  Sølv i firer uden styrmand
- VM i roning 1979:  Guld i firer uden styrmand